# Jerzy Bernard Modlinger
Jerzy Bernard Modlinger (ur. 29 sierpnia 1952 w Warszawie) – polski dziennikarz.

## Życiorys
Syn Jerzego Maurycego i Teresy. Ukończył studia filologii polskiej na Uniwersytecie Warszawskim w 1978. Został dziennikarzem. W latach 80. był rozpracowywany przez służby PRL (MO, MSW). Działał w redakcjach „Tygodnika Solidarność” i „Gazety Wyborczej”. Związał się z Telewizją Polską. Od 1989 do 2001 pracował w tamtejszych Wiadomościach (stanowiska: szef redakcji politycznej, wydawca). Od 17 stycznia 2011 do stycznia 2016 kierownik Teleexpressu.
W 2000 założył firmę Jerzy Modlinger Media. Od 2001 do 2006 pełnił funkcję członka zarządu oraz prezesa Fundacji Centrum Prasowe dla Krajów Europy Środkowo-Wschodniej. Został prezesem zarządu Towarzystwa Przyjaciół I Społecznego Liceum Ogólnokształcącego i członkiem zarządu Fundacji Chocimskiej.
Postanowieniem Prezydenta RP Bronisława Komorowskiego z 3 października 2013 został odznaczony Krzyżem Kawalerskim Orderu Odrodzenia Polski.